# 앙리 (룩셈부르크)
앙리(Henri, 1955년 4월 16일 ~ )는 룩셈부르크의 대공이다. 그는 2000년 10월 7일 아버지 장 대공의 양위로 룩셈부르크 대공국의 군주가 되었다. 정식 이름은 앙리 알베르 가브리엘 펠릭스 마리 기욤(Henri Albert Gabriel Félix Marie Guillaume)이다.

## 작위
앙리 드 나사우(Henri de Nassau)는 룩셈부르크의 대공(grand-duc de Luxembourg), 나사우의 공작(duc de Nassau), 부르봉파르마의 공자(prince de Bourbon-Parme), 아메르스테인의 자작(vicomte de Hammerstein) 등의 작위를 소유하고 있다.
앙리 대공은 위그 카페의 후손 중 한 명이다. 2019년 기준 위그 카페의 후손들 중에는 오직  스페인의 펠리페 6세와 그만이 군주로 남아있다.

## 생애
1955년 장 대공과 벨기에의 공주인 조제핀샤를로트 대공비의 두 번째 자녀이자 장남으로 태어났다. 외할아버지는 벨기에 국왕 레오폴 3세이며 외할머니는 스웨덴의 공주 아스트리드 왕비이다. 룩셈부르크와 프랑스에서 중등교육을 1974년에 마치고 스위스 제네바 대학에서 정치학 공부를 했고 1980년 학위를 취득했다. 앙리는 룩셈부르크어 이외에도 프랑스어, 영어, 독일어를 구사한다. 제네바 대학에 재학시절 만난 마리아 테레사(미국 출신의 망명 쿠바인)와 대학을 졸업한 이듬해인 1981년 결혼했고, 부부는 4남 1녀를 두었다. 1998년부터 부친을 대신해 섭정을 맡았다. 그의 아버지 장 대공은 1999년 12월 24일 이듬해에 공위에서 물러난다고 발표를 하였고 상속자인 앙리는 2000년 10월 7일 룩셈부르크의 대공으로 즉위했다. 이 즉위식에는 네덜란드의 베아트릭스 여왕 및 앙리의 외숙부인 알베르 2세, 외숙모 파올라 왕비 등이 참석했다.
앙리 대공은 룩셈부르크 대공의 공식 생일인 2024년 6월 23일에 공개된 공식 성명을 내고 오는 2024년 10월에 자신의 아들인 기욤 대공세자를 섭정으로 임명할 계획이라고 밝혔는데 이는 앙리 대공이 미래에 퇴위할 것임을 알리는 신호였다. 기욤은 2024년 10월 8일을 기해 룩셈부르크의 섭정이 되었다. 앙리 대공은 2024년 12월 24일에 공개된 크리스마스 메시지를 통해 자신이 2025년 10월 3일을 기해 퇴위하고 기욤에게 대공위를 물려줄 것이라고 밝혔다.

## 대공 가족에 관련된 몇 가지 논란
통치 초기에 독실한 가톨릭 집안인 대공 가족의 명성에 먹칠을 하는 스캔들이 일어났다.
- 2002년 국가 경축일에 대공의 부인 마리아와 대공의 어머니 조제핀샤를로트의 말다툼이 대중들에게 알려졌다.

- 2006년 루이 공자가 결혼을 하지 않고 자식을 얻었다.

2006년 3월 12일 대공은 루이 공자의 아들 가브리엘 드 나사우(Gabriel de Nassau)의 탄생으로 할아버지가 되었다. 당시 루이 공자 커플은 결혼을 하지 않은 상태였다. 기독교적인 룩셈부르크궁은 이 사건에 대하여 굳게 입을 다물고 있었다. 커플은 2006년 9월 29일 결혼식을 올렸고 루이 공자는 대공위 계승권을 포기했다. 결혼 당시, 공자의 부인 테시 안토니(Tessy Anthony)와 아들 가브리엘은 대공 가족의 성인 '드 나사우'(de Nassau)를 사용할 수는 있었지만 대공의 남계후손에게 주어지는 공자/공자빈 전하(HRH Prince/ss of Luxembourg)를 사용하지 못했다. 2007년 9월 21일 두 번째 아들인 노아가 태어났다. 2009년 6월 23일 앙리 대공은 테시에게 공자빈 전하라는 타이틀을 주고 아들들 또한 공자 전하로 불릴 수 있게 해 주었다. 그러나 여전히 루이의 두 아들은 계승권은 가지지 못하고 있다.

## 자녀
- 룩셈부르크 대공세자 기욤 : 1981년 11월 11일생, 2012년 스테파니 드 라누아 여백작과 결혼하여 2남을 두었다.
- 룩셈부르크 공자 펠릭스 : 1984년 6월 3일생, 2013년 클레르 라데마허와 결혼하여 2남 1녀를 두었다.
- 룩셈부르크 공자 루이 : 1986년 8월 3일생, 2006년 대공위 계승권을 포기하고 테시 앙토니와 결혼하여 2남을 두었으나 2019년 이혼하였다.
- 룩셈부르크 공녀 알렉상드라 : 1991년 2월 16일생, 2023년 니콜라스 바고리와 결혼하여 1녀를 두었다.
- 룩셈부르크 공자 세바스티앙 : 1992년 4월 16일생